# Erebusia
Erebusia è un genere estinto di pesci ossei appartenente ai Percomorphacea, vissuto durante l'Ypresiano (Eocene inferiore) nei fondali profondi del Mare Tetide. È rappresentato da un'unica specie, Erebusia tenebrae, rinvenuta nella Formazione di Chiusole presso Solteri, in provincia di Trento (Italia settentrionale).

## Etimologia
Il nome del genere deriva dal greco antico Έρεβος (lat. Erebus), personificazione dell’oscurità e dell’oltretomba nella mitologia greca. L'epiteto specifico della specie tipo, tenebrae, deriva dal latino e significa “oscurità”, in riferimento all’ambiente batiale in cui viveva questo pesce.

## Descrizione
Erebusia tenebrae era un percomorfo di piccole dimensioni, il cui olotipo è lungo 51,2 mm (SL), con corpo moderatamente alto e peduncolo caudale profondo. La testa era grande e compatta, con un’orbita circolare molto sviluppata, pari a circa metà della lunghezza della testa. Il muso era corto e ottuso. La bocca, terminale e ampia, ospitava una singola zanna prominente all’estremità anteriore del dentario.
Il corpo era ricoperto da piccole scaglie cicloidi, mentre le pinne mostravano una morfologia percomorfa: una pinna dorsale unica e continua con 12 spine e 24 raggi, pinna anale con due spine e almeno 17 raggi, pinna pettorale con 15 raggi, pinna pelvica con una spina e cinque raggi. La pinna caudale era composta da 17 raggi principali (9+8) e sostenuta da cinque ipurali autogeni.

## Classificazione
Erebusia tenebrae è stato descritto per la prima volta nel 2025, sulla base di un olotipo (MUSE-PAL-SB 2463), un esemplare quasi completo articolato, rinvenuto presso Solteri (Trento) in uno strato di marna calcarea ricca in sostanza organica, afferente alla Formazione di Chiusole, datata all'Ypresiano (inizio dell’Eocene).
Erebusia è stato attribuito con riserva ai Percomorphacea per l’assenza del secondo centro urale, la presenza di cinque iporali, l’assenza di radiali pelvici liberi e la presenza di 17 raggi principali nella pinna caudale. Non è possibile assegnarlo con certezza a nessuna famiglia esistente, per cui è considerato incertae sedis all’interno del clado.
Nonostante la presenza di una zanna prominente sul dentario, Erebusia non è attribuibile ai Gempylidae, dai quali si distingue per l’unica pinna dorsale, la corporatura più compatta, la differente morfologia della serie opercolare e una regione etmoidea più corta. È escluso anche dagli Stromateoidei per via della presenza di denti nella mandibola, il numero inferiore di raggi nelle pinne anali (<24) e pettorali (<18).

## Paleoecologia
Erebusia faceva parte di una fauna meso-batipelagica tipica del Mare Tetide nel Paleogene. Le sue caratteristiche suggeriscono un adattamento alla vita in acque profonde scarsamente illuminate, coerentemente con la deposizione del lagerstätte di Solteri in un ambiente anossico o disossigenato.